# Courtney Crumrin
Courtney Crumrin ist eine US-amerikanische Independent-Comicserie, geschrieben und grafisch umgesetzt von Ted Naifeh. Die Serie erscheint seit 2003 in den USA bei Oni Press und in Deutschland zuerst ab 2004 bei Modern Tales, einem Ableger des Eidalon Verlags, und seit 2018 in der neuen farbigen Version bei Dani Books.

## Veröffentlichung
Mit der ersten Geschichte, Courtney Crumrin and the Night Things (2003) begann Naifeh auch als Autor zu arbeiten. Die zunächst vierteilige Miniserie wird von Oni Press verlegt. 2003 wurde sie für einen Eisner Award in der Kategorie Best Limited Series nominiert. Es folgten weitere Miniserien, Courtney Crumrin and the Coven of Mystics ("Courtney Crumrin und die Gilde der Geheimnisse"), Courtney Crumrin in the Twilight Kingdom ("Courtney Crumrin im Königreich des Zwielichts") und "Courtney Crumrin's Monstrous Holiday" ("Courtney Crumrin und die Monster der Alten Welt") sowie die als Prequels ausgewiesenen Courtney Crumrin Tales. 
In deutscher Sprache erschienen die ersten vier Abenteuer von Courtney Crumrin beim eidalon Verlag. Der Verlag Dani Books veröffentlicht seit 2018 die Serie erneut mit überarbeiteter Übersetzung, in größerem Seitenformat und in der kolorierten Fassung. 